# Бидерманова шема психичке тортуре
Бидерманова шема психичке тортуре или Бидерманова карта присиле, такође позната и као Бидерманови принципи, је шема коју је развио социолог Алберт Бидерман 1957. године да би илустровао методе кинеске и корејске тортуре над америчким ратним заробљеницима током Корејског рата. Карта садржи осам хронолошких општих метода мучења које ће психолошки сломити појединца или групу на којој се примењује.
Упркос оригиналној ознаци хладног рата на карти, Амнести интернашонал наводи да Карта присиле садржи „универзална оруђа мучења и принуде“. Почетком 2000-их амерички испитивачи користили су шему у логору Гуантанамо Беј. Такође се примењује на психолошко злостављање које супружници користе у породичном насиљу.

## Порекло
Вероватно ниједан други аспект комунизма не открива темељније своје непоштовање истине и појединаца, него прибегавање тим техникама. 
Алберт Д. Бидерман, научник сарадникк америчког ваздухопловства, био је задужен да истражи понашање многих америчких ратних заробљеника (ПОВ) које су заробиле комунистичке снаге током Корејског рата. Након опсежних интервјуа са враћеним ратним заробљеницима, Бидерман је закључио да иза присилне контроле комунистичких испитивача стоје три главна елемента: „зависност, слабост и страх“. [2] Бидерман је резимирао своја открића у табели која је први пут објављена у раду Комунистички покушаји изнуђивања лажних признања ратних заробљеника ваздухопловства у издању Билтена њујоршке Медицинске академије из 1957. године. Рад је био анализа психолошких, а не физичких метода коришћених за изнуду информација и лажних признања. 
Психијатар Роберт Јаи Лифтон спровео је слична истраживања на кинеским заробљеницима; које је ондефинисао изразом „мисаона реформа“ (данас познат као испирање мозга) да би их описао у истом броју Билтена. 

## Бидерманова шема присиле
| Општа метода Варијанте                  | Ефекти (сврхе) | Варијанте |
| --------------------------------------- | --- | --- |
| 1. Изолација                            | Жртви одузима сваку социјалну подршку, умањује његове способности да се одупре. Развија интензивну забринутост за себе. Чини жртву зависном од испитивача.                                | Потпуна самица. Потпуна изолација. Полуизолација. Изолација групе. |
| 2. Монополизација перцепције            | Фиксира пажњу на непосредну ситуацију. Негује интроспекцију. Елиминише надражаје који се надмећу са онима под контролом отмичара. Фрустрира све радње које нису у складу са усклађеношћу. | Физичка изолација. Тама или јако светло. Јалово окружење. Ограничено кретање. Монотона храна.                                                                                        |
| 3. Индуковано исцрпљивање и исцрпљеност | Слаби менталну и физичку способност да пружи отпор | Semi-starvation. Полу гладовање. Изложеност. Експлоатација повреда. Индуковање болести. Лишавање сна. Продужено ограничење. Продужено испитивање. Присилно писање. Прекомерни напор. |
| 4. Претње                               | Развија анксиозност и очај. | Threats of death. Претње смрћу. Претње бескрајним испитивањем и изолацијом. Претње породици. Нејасне претње. Тајанствене промене лечења.                                             |
| 5. Повремена попуштања                  | Повремене награде за послушност. Промене ставова испитивача. Привремена опуштања | Обећања. Награде за понизност. Промене правила. Попуштање. |
| 6. Показивање „свемоћи“ и „свезнања“    | Сугерише се и показује узалудност отпора. | Сучељавање. Претварање да се сарадња подразумева. Показује се потпуна контрола над судбином жртве.                                                                                   |
| 7. Деградација                          | Своди забринутост затвореника на „животињски ниво“. Чини сваки отпор штетнијим за самопоштовање него капитулација.                                                                        | Онемогућавање личне хигијене. Прљава и заражена околина. Оштре и бесмислене казне. Увреде и поруге. Ускраћивање приватности.                                                         |
| 8. Спровођење тривијалних захтева       | Развија навике послушности и прилагођавања. | Присилно писање. Спровођење чврстих и бесмислених правила. |

## Касније појаве
Шему присиле користили су амерички испитивачи за управљање заточеничким кампом у заливу Гуантанамо почетком 2000-их.
У извештају о мучењу из 1973. године, Амнести Интернешнал наводи да Бидерманова шема принуде садржи „универзална оруђа мучења и принуде“. [2]
Амерички војни тренери су 2002. године понудили читав сет обуке испитивачима логора Гуантанамо на основу Бидерманове шеме. Документи откривени конгресним истражитељима 2008. године открили су методе испитивања у кампу; Њујорк Тајмс је први препознао да су методе готово дословно оне које су садржане у Бидермановој табели. [4]
Бидерманова шема принуде такође се примењује на насиље у породици, с тим што многи примећују да су психолошке методе које користе супружници насилници готово идентичне онима из графикона. [2]